# 越前康継

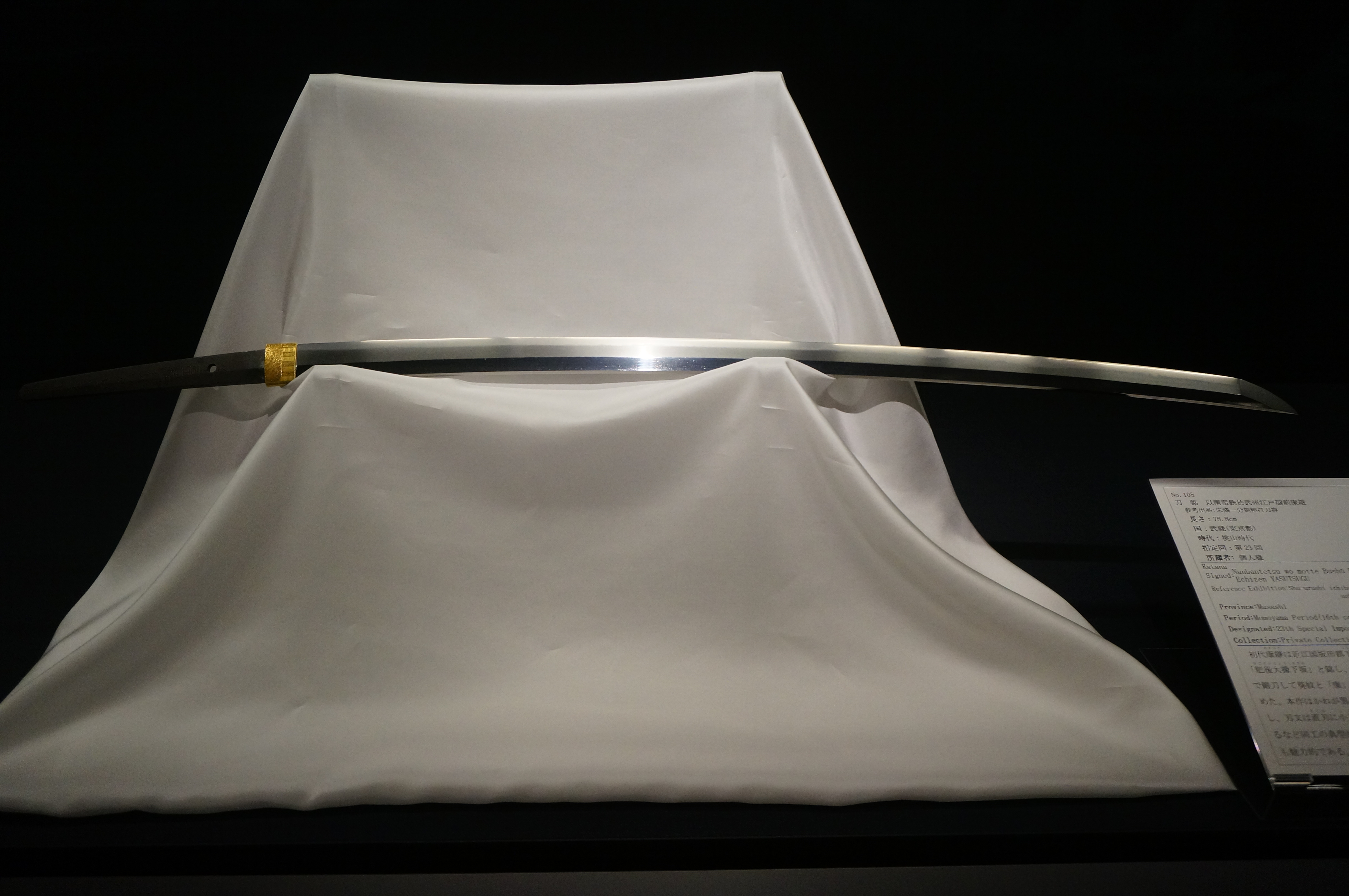
刀 銘 以南蛮鉄於武州江戸越前康継、安土桃山時代、特別重要刀剣

越前康継（えちぜんやすつぐ、初代：天文23年（1554年） - 元和7年9月9日（1621年10月23日））は安土桃山時代から江戸時代の越前国・武蔵国の刀工。下坂派の棟梁格で、名を相伝し幕末まで江戸幕府御用鍛冶を務めた家系である。

## 経歴
初代康継の出自は判然としないが、美濃国赤坂千手院派の後裔といわれる。近江国(滋賀県)長浜市下坂が生国で、下坂氏のお抱え鍛冶の下坂八郎左衛門の息子又は弟であると言われる。名を下坂市左衛門といった。初期作品では「肥後大掾（大掾）下坂」の銘を刻む。
慶長年間(1596年~)の初頭に越前に移り住み、越前北ノ荘藩主結城秀康（徳川家康次男）のお抱え鍛冶となったと伝わる。この秀康の推挙により、慶長10年か11年頃(1605-6年)（あるいはもっとくだって慶長18年(1613年)頃）、家康・秀忠に召されて江戸で鍛刀を命じられる。腕を認められて五十人扶持の士分待遇にあずかり、家康より「康」の字を賜って「康継」と改銘。葵の御紋を作刀の茎に切ることを許された。ゆえに「御紋康継」、「葵下坂」と称される。越前と江戸に隔年交代の勤務を命じられている。

## 作風
康継本来の作風は、関鍛冶風の板目肌に湾（のた）れに互の目がまじり砂流しのかかる刃文を焼く。。『駿府記』によれば元和元年（1615年）閏6月16日、二条城にて大坂城落城の際、焼身となった名物や天下の名刀類の捜索と再刃を承っている。これを機に、それらの写し物も手掛けるようになったため、相州貞宗をはじめとする相州伝の作風を学び取った影響が出ている。なお、これら写し物の多くには本多成重の所持銘のあるものが多く、彼は康継の有力な後援者であったと考えられる。
作刀に見事な彫り物のあるのが多いが、これは越前の彫刻家である喜内（紀内）一門によるものである。重要文化財指定の作に、熱田神宮への奉納の葵紋の脇差で、竹と梅枝の彫り物がある作がある。ほか、重要美術品の刀もある。
南蛮鉄を用いた最初の刀工だといわれ、「以南蛮鉄」の添銘がみられる例が多々ある。

## 後代
嫡子である二代康継(正保3年2月15日年没)は名を下坂市之丞、入道して康悦といい、旗本の水野成之や阿倍正之とも交流した六方者であったらしいが、技量も確かで、将軍秀忠にその才能をめでられて江戸定住となり神田紺屋町に屋敷を褒美に与えられた。作風は初代とほぼ同様で、初二代とも後世の業物の番付けにも名を連ねる。
二代康継の没後、二代康継の嫡男右馬助（のち市之丞）が若年であったためその叔父である初代康継三男の四郎右衛門の間で跡目争いが起こり、「権現様御取立の家柄」ということで越前松平家の家老たちや阿倍正之らの仲介により、三代目は右馬助が江戸下坂家を踏襲（江戸三代）し、四郎右衛門が越前下坂家の分家を継ぐことになった（越前三代）。以降も江戸康継家は明治頃の十二代まで、越前康継家は幕末の九代まで続いているが、作風は新刀一般のものと大差なく、四代以降は両家とも作刀も少なく技量も劣る。